# الشعوب (القفر)

تعديل مصدري - تعديل

الشعوب محلة تابعة لقرية المعينة، التابعة لعزلة بني مرغم بمديرية القفر إحدى مديريات محافظة إب في الجمهورية اليمنية، بلغ تعداد سكانها 125 حسب تعداد اليمن لعام 2004.